# Бонне, Идальмис
Идальмис Бонне Руссо (исп. Idalmis Bonne Rousseaux; род. 2 февраля 1971, Нисето-Перес, Гуантанамо) — кубинская легкоатлетка, специалистка по бегу на короткие дистанции. Выступала за сборную Кубы по лёгкой атлетике в 1990-х годах, обладательница бронзовой медали Игр доброй воли, двукратная чемпионка Панамериканских игр, двукратная чемпионка Игр Центральной Америки и Карибского бассейна, серебряная и бронзовая призёрка Всемирной Универсиады, участница трёх летних Олимпийских игр.

## Биография
Идальмис Бонне родилась 2 февраля 1971 года в муниципалитете Нисето-Перес провинции Гуантанамо на Кубе.
Первого серьёзного успеха на международном уровне добилась в сезоне 1990 года, когда вошла в состав кубинской сборной и выступила на домашнем юношеском первенстве Центральной Америки и Карибского бассейна в Гаване, где стала пятой в беге на 100 метров, третьей в беге на 200 метров, второй в эстафете 4 × 100 метров.
Будучи студенткой, в 1991 году представляла Кубу на Всемирной Универсиаде в Шеффилде — в финале 100-метровой дисциплины финишировала шестой. Также в этом сезоне участвовала в Панамериканских играх в Гаване — была восьмой и четвёртой на дистанциях 100 и 200 метров соответственно, тогда как в зачёте эстафеты 4 × 100 метров вместе с соотечественницами выиграла серебряную медаль.
В 1992 году на иберо-американском чемпионате в Севилье завоевала серебряную награду в беге на 200 метров и золотую награду в эстафете 4 × 100 метров. Благодаря череде успешных выступлений удостоилась права защищать честь страны на летних Олимпийских играх в Барселоне, бежала эстафету 4 × 100 метров, однако уже на предварительном квалификационном этапе их команда сошла с дистанции.
В 1993 году на Всемирной Универсиаде в Буффало стала серебряной призёркой в эстафете 4 × 400 метров. На чемпионате Центральной Америки и Карибского бассейна в Кали выиграла серебряную и бронзовую медали в эстафетах 4 × 100 и 4 × 400 метров соответственно. Бежала обе эстафеты на чемпионате мира в Штутгарте. На Играх Центральной Америки и Карибского бассейна в Понсе получила серебро в беге на 200 метров и одержала победу в эстафете 4 × 400 метров.
В 1994 году в эстафете 4 × 400 метров стала третьей на Играх доброй воли в Санкт-Петербурге и на Кубке мира в Лондоне.
В 1995 году выиграла эстафету 4 × 100 метров на чемпионате Центральной Америки и Карибского бассейна в Гватемале. В эстафете 4 × 400 метров победила на Панамериканских играх в Мар-дель-Плате, заняла седьмое место на чемпионате мира в Гётеборге.
В 1996 году в беге на 200 метров стала серебряной призёркой на иберо-американском чемпионате в Медельине. Принимала участие в Олимпийских играх в Атланте — в программе эстафеты 4 × 400 метров показала в финале шестой результат.
В 1997 году на чемпионате Центральной Америки и Карибского бассейна в Сан-Хуане получила золото и серебро на дистанциях 200 и 400 метров. На Всемирной Универсиаде в Катании взяла бронзу в дисциплине 400 метров, стала серебряной призёркой в эстафете 4 × 400 метров.
В 1998 году в эстафете 4 × 400 метров стала четвёртой на иберо-американском чемпионате в Лиссабоне, одержала победу на Играх Центральной Америки и Карибского бассейна в Маракайбо.
В 1999 году выиграла эстафету 4 × 400 метров на Панамериканских играх в Виннипеге, заняла седьмое место на чемпионате мира в Севилье.
На Олимпийских играх 2000 года в Сиднее показала в эстафете 4 × 400 метров восьмой результат, после чего завершила спортивную карьеру.
Её дочь Дайсурами Бонне (род. 1988) тоже стала достаточно известной легкоатлеткой, чемпионка Панамериканских игр, участница двух Олимпийских игр.